# Philippe Médard
Philippe Médard, född 10 juni 1959 i Meslay-du-Maine, död 29 september 2017 i Paris, var en fransk handbollsmålvakt. Han spelade 188 landskamper för Frankrikes landslag från 1979 till 1992. Han var med och tog OS-brons 1992 i Barcelona.

## Klubbar
- Bois-Colombes Sport
- AC Boulogne-Billancourt (1978–1979)
- Stella Sports Saint-Maur HB (1979–1980)
- Thonon AC (1980–1981)
- USM Gagny (1981–1987)
- Montpellier Paillade SC (1987–1989)
- USAM Nîmes (1989–1992)
- Massy 91 Finances (1992–1993)
- AC Boulogne-Billancourt (1993–1995)